# Asselineau (patronyme)
Pour les articles homonymes, voir Asselineau.
Cette page présente le nom de famille Asselineau ainsi que ses variantes.
Asselineau (prononciation : [a.sə.li.no]) est un nom de famille attesté en France.

## Étymologie
Asselineau est le diminutif d’Asselin, autre nom de personne lui aussi attesté comme nom de famille.

## Répartition géographique
Le département le plus représenté pour la période 1891-1915 est le Loiret  avec 71 naissances sous ce nom contre 132 pour toute la France.